# Hymeniacidon calcifera
Hymeniacidon calcifera är en svampdjursart som beskrevs av R.W. Harold Row 1911. Hymeniacidon calcifera ingår i släktet Hymeniacidon och familjen Halichondriidae. Inga underarter finns listade i Catalogue of Life.